# Lioplax pilsbryi
Lioplax pilsbryi är en snäckart som beskrevs av Walker 1905. Lioplax pilsbryi ingår i släktet Lioplax och familjen sumpsnäckor. Inga underarter finns listade i Catalogue of Life.